# Hrvatska liga (košarka) 1983./84.
Hrvatska liga bila je 3. razred jugoslavenskih košarkaških natjecanja u toj sezoni.

## Rezultati
SKK Osijek  -  Borovo   66 - 86    ( 31-45 )
SKK Osijek: Čorić 10 (0-2), Skitarelić 4, Hrgović 8, Šestić, Leko 4,						
Kulić 6,  Da. Dogan 28 (2-8), Marić 6.  						
Borovo: Pećirko 4, Mrđen 29 (1-1), Lajtman, Zadro, Kovačević 7 (3-6)						
Ostojić, Voloder 4, Pamučina 20 (2-2), Salaj 12, Banjanin 10 (2-7)						

Slovan Ljubljana - SKK Osijek  -     94 - 79    ( 40-33 )
Slovan Ljubljana: Premrl 10,  Volaj 16,  Suvorov 13, Tiringer 6, Jesenšek						
Jesenšek 10, Besedić 26, Alibegović 6, Vidmar 7, Mohorović, Miklavčić,						
Klavžar						
SKK Osijek: Šestić, Skitarelić 8, Hrgović 3, Čorić 4, Kahvedžić 5,						
Dr.Dogan 21, Kulić 13,  Da. Dogan 25, Marić.  						

Novoles Novo Mesto - SKK Osijek   60 - 88  (34-46)
Novoles Novo Mesto: Beg, Kek 2, Cerkovnik, Skube 31, Monik 6, 						
Golobič 8, Lalić 12, Besednjak, Pšeničar, Kramar, Pintar, Plantan 1.						
SKK Osijek: Leko 2, Skitarelić 10, Hrgović 21, Čorić, Kahvedžić 8,						
Dr.Dogan, Kulić 14,  Da. Dogan 33, Marić.  						

SKK Osijek  -  Dalvin Split 76 - 73    ( 30-38 )  						
SKK Osijek: Čorić 8, Skitarelić 6, Hrgović 2, Kahvedžić, Leko 2 (2-2),						
Kulić 12 (2-2),  Da. Dogan 32 (6-11), Marić 4 (0-4).  						
Dalvin Split: Delač 8, Babić 16 (12-16), Nalis, Vilibić, Stegić 14 (4-6)						
Vušković 6, Šarić, Cikojević, Vidošević, Kuvačić 21 (3-4)						
Sapunar 3, Buzdovačić.						

Borovo - SKK Osijek     120 - 94    ( 66-46 )
Borovo: Pećirko 5 (1-1), Mrđen 14 (2-2), Lajtman, Zadro, Kovačević 5 (3-5)						
Ostojić, Voloder 18 (8-8), Pamučina 16 (6-8), Salaj 6, Vidaković, 						
Banjanin 36 (6-6)						
SKK Osijek: Leko, Barjaktarić, Skitarelić 12 (4-5), Hrgović 19 (3-5), Šestić, 						
Kordić, Kahvedžić 2, Dr.Dogan 14 (2-2), Kurtović 2, Lešina 8 (2-2)   						
Da. Dogan 32 (10-14) (2-8), Marić 5 (1-3).						

Monting Zagreb - SKK Osijek 90 - 79  ( 49-36 )							
Monting Zagreb: Žganec, Pučar 12 (2-3), Zec 9 (1-3), Matijaca 16 (6-7)							
Vukasović 14 (6-10), Sikirić 6, Štampalija, Šolić, Dimitrov, 							
Kauzlarić (0-2), Ozmec 25 (1-1), Akik 8 (6-7).							
SKK Osijek: Leko, Šestić 5 (1-2), Skitarelić 16, Hrgović 10 (2-3), Čorić 4,							
Kahvedžić 12, Dr.Dogan 8, Kulić 2,  Da. Dogan 20 (2-2), Marić.  							

SKK Osijek - Slovan Ljubljana     85 - 102    ( 42-50 )  							
SKK Osijek: Leko 6 (2-2), Šestić 4 (2-6), Skitarelić, Hrgović 11 (1-6), Čorić, 							
Kordić 16 (2-2), Kahvedžić, Dr.Dogan 3 (1-3), Kurtović 4, Lešina, .  							
Da.Dogan 29 (5-8), Marić							
Slovan Ljubljana: Premrl 14 (2-3),  Volaj 16 (2-2), Župevc 8, Tiringer 19 (11-13), 							
Jesenšek 5 (3-7), Besedić 8, Alibegović 4 (2-2), Suvorov 6, Sarajlija 22 (2-2)							

SKK Osijek - Kraljevica     66 - 77    ( 33-39 )  

SKK Osijek: Leko, Šestić, Skitarelić 18, Hrgović 6, Čorić 8 (0-2), 
Kordić, Kahvedžić 6 (4-4), Dr.Dogan 3 (1-1), Kulić 8, Da.Dogan 15 (3-4)  
Marić 2.
Kraljevica:  Šubat, Miličević 24 (6-7), Penava, Mavrić, Radović 9 (1-1) 
Maslak 14 (4-6), Simić 2 (0-1), Bolf 24 (10-14), Bijelić, Rosić 4 (2-2).
SKK Osijek - Ilirija Ljubljana     79 - 90    ( 33-34 )  

SKK Osijek:  Leko10 (4-5), Barjaktarić, Skitarelić 6, Hrgović 6, Čorić 2, 
Kulić 8, Kahvedžić, Šestić 6 (2-6), Dr.Dogan 13 (1-1), Lešina 2  
Da.Dogan 22 (4-6) Marić 4 (2-3).
Ilirija Ljubljana: Međedović, Sivka 6 (4-5), Macura 19 (7-10),  
Kozamernik 34 (2-2), Medved 8 (2-2), Prodan Sešek, Valenčić,
Šušteršik, Umek, Milosavljević 12 (2-2), Senica 11 (1-1).

SKK Osijek  -  Alkar Sinj   77 - 80  ( 39-49 )

SKK Osijek:  Leko, Čorić 2, Skitarelić 16, Hrgović 9 (3-4),  
Dr.Dogan 19 (5-6), Kulić 10, Da. Dogan 21 (5-5)  
Alkar Sinj: Z.Pavić 2, M.Pavić 18 (2-3), Dimitrijevski, Župić, 
Pleština 16 (8-8), J.Boban,  A.Boban, Čović 11 (3-5), Čugura, 
Vujina 18 (2-5), Vučković 14 (4-4).

Novi Zagreb - SKK Osijek      84 - 69    ( 41-37 )						
Novi Zagreb: Filipaj 2, Veček 13, Mlinar 4, Lozančić, Musić 4, 						
Alavanja 16, Zrnić 19, Alaburić, Berak 21, Ivanišin 5, Vujasinović.
SKK Osijek: Leko, Barjaktarić 2, Skitarelić 12, Hrgović 11, Kulić 4,
Kahvedžić, Dr.Dogan 11, Kurtović 8, Šestić, Da. Dogan 19,   
Marić 2.